# Eogyrinidae
De Eogyrinidae zijn een familie van uitgestorven grote, waarschijnlijk aquatische, gewervelde landdieren (Tetrapoda) uit het Carboon en het Vroeg-Perm. Ze worden geplaatst bij de Embolomeri. De familie werd benoemd door David Meredith Seares Watson bij het definiëren van het geslacht Eogyrinus. Hun geldigheid en omschrijving worden betwist.

## Kenmerken
De familie werd in 1987 opnieuw gedefinieerd en herbeschreven door de Engelse paleontoloog Jennifer Alice Clack. Volgens haar definitie zijn er de volgende kenmerken: De schedel is langwerpig driehoekig, het bovenkaaksbeen (maxilla) recht, zonder laterale uitstulpingen. De wandbeenderen hebben een groef aan de onderkant. Hun oppervlak is versierd met onregelmatige kuiltjes die gedeeltelijk in elkaar vloeien. Zowel zij als de achterliggende postpariëtalen missen een uitgesproken middenkam. Het achterste uitsteeksel van het schedelgewelf, dat typerend is voor de embolimeren en vermoedelijk een insertiestructuur voor spieren is, draagt bladvormige uitsteeksels. Het traanbeen van de schedel is door een beennaad gescheiden van zowel de oogkas als het neusbeen. In de onderkaak bevinden zich twee grote Meckeliaanse vensters van ongeveer dezelfde grootte. Het gebit is variabel, vaak worden twee of drie grotere tanden gevormd op het vleugelbot.

## Geslachten en soorten
Clack omvat de volgende soorten en geslachten in de familie: Eogyrinus attheyi (Watson, door hem geplaatst in het geslacht Pholiderpeton), Pholiderpeton scutigerum (Huxley), Palaeoherpeton decorum (Watson) (synoniem: Palaeogyrinus decorus), Eobaphetes kansensis (Moodie), Leptophractus obsoletus (Cope) , Neopteroplax conemaughensis (Romer) en Neopteroplax relictus (Romer). De geslachten Eobaphetes, Leptophractus en Neopteroplax komen uit Noord-Amerikaanse vindplaatsen.
Slecht bewaarde vondsten uit de fossiele vindplaats Ziegeleigrube Vorhalle in de stad Hagen (Noordrijn-Westfalen), die beroemd is geworden om zijn insectenfossielen, werden aan de familie toegewezen zonder dat een toewijzing aan een geslacht of soort mogelijk was.

## Fylogenie en systematiek
Volgens de analyse van Clack zouden de Eogyrinidae een zustergroep zijn van de familie Anthracosauridae, met als enige soort Anthracosaurus russelli (Huxley). In een meer recente analyse met een bredere taxondekking is de familie echter parafyletisch. De zustergroepverwantschap van Pholiderpeton scutigerum en Eogyrinus attheyi, en dus de toewijzing van deze soort aan het geslacht Pholiderpeton, wordt opnieuw in twijfel getrokken.
De positie van de Embolomeri en dus ook van de hier behandelde groepen in het systeem van de Tetrapoda is nog niet definitief opgehelderd. Het lijkt echter goed mogelijk dat ze bij de andere Anthracosauria meer in de kerngroep van amnioten kunnen worden geplaatst. Een nauwere verwantschap met de moderne amfibieën bestaat daarom waarschijnlijk niet. De positie van de (waarschijnlijk monofyletische) Embolomeri is echter ook onduidelijk in een meer recente analyse (2019), en een verwantschap met amfibieën kan niet worden uitgesloten.